# Narodowy Uniwersytet Wychowania Fizycznego i Sportu Ukrainy
Narodowy Uniwersytet Wychowania Fizycznego i Sportu Ukrainy (ukr. Національний університет фізичного виховання і спорту України, НУФВСУ) – ukraińska sportowa szkoła wyższa w Kijowie. Kształcenie prowadzone jest w wielu specjalnościach na 4 fakultetach. Uczelnia została założona w 1930 roku jako Państwowy Instytut Wychowania Fizycznego Ukrainy w Charkowie. W 1944 instytut został przeniesiony do Kijowa i zmienił nazwę na Kijowski Państwowy Instytut Wychowania Fizycznego. Po uzyskaniu niepodległości przez Ukrainę uczelnia w 1995 została zreorganizowana w Kijowski Państwowy Uniwersytet Wychowania Fizycznego, który w 1998 uzyskał status narodowego i przyjął nazwę Kijowski Narodowy Uniwersytet Wychowania Fizycznego i Sportu Ukrainy. 

## Struktura
Wydziały (ukr. - Факультети):
- Wydział sportu olimpijskiego i zawodowego;
- Wydział zdrowia człowieka i wychowania fizycznego;
- Wspólny Wydział szkolenia lekarzy w zakresie kultury fizycznej i sportu;
- Wydział nauczania zaocznego i kształcenia podyplomowego.